# Bardakçı (Pülümür)
Bardakçı ist ein Dorf (Köy) im Landkreis Pülümür der türkischen Provinz Tunceli. Im Jahr 2011 lebten in Bardakçı 28 Menschen.